# Ragù
Trong ẩm thực Ý, ragù (tiếng Ý: [raˈɡu] từ tiếng Pháp: ragoût) là một loại nước xốt được làm từ thịt thường được phục vụ với pasta. Một xã hội của ẩm thực Ý, Accademia Italiana della Cucina, ghi lại một số công thức nấu ăn của ragù. Đặc điểm chung của các công thức nấu ăn là có chứa thịt và thực tế là tất cả đều là nước sốt cho mì ống. Điển hình nhất là ragù alla bolognese (Xốt Bolognese, được làm từ thịt bò bằm). Các loại khác là ragù alla napoletana (Neapolitan ragù, được làm bằng nhiều loại thịt lợn và thịt bò, có thể bao gồm xúc xích Ý), ragù alla barese (ragù Bari, đôi khi được làm từ thịt ngựa), ragù alla veneta (ragù ở vùng Veneto, ragù thịt vịt truyền thống không có cà chua).

## Lịch sử
Về mặt từ nguyên, thuật ngữ này xuất phát từ tiếng Pháp (ragoût) và đạt đến khu vực Emilia-Romagna vào cuối thế kỷ 18, có lẽ sau xâm lược và chiếm đóng các vùng phía bắc đó của Napoléon Bonaparte vào năm 1796.
Ragù đầu tiên làm nước sốt, ragù per i maccheroni, được ghi lại bởi Alberto Alvisi, đầu bếp của Giáo hoàng Piô VII (vào thời điểm maccheroni là một thuật ngữ chung cho pasta, cả khô và tươi). Công thức đã được sao chép và xuất bản thành Il Ragù del Cardinale ('The Cardinal's Ragù'). Alvisi được truyền cảm hứng bởi sự nổi tiếng của từ tiếng Pháp ragoût, trở nên phổ biến ở Ý khi những người lính của Napoléon mang nó đến trong cuộc xâm lược của họ vào năm 1796. Những người Ý giàu có và quý tộc bị mê hoặc bởi văn hóa và ẩm thực Pháp, vì vậy họ vui vẻ nắm lấy cơ hội đưa các món ăn cổ điển của đất nước này như ragoût vào truyền thống ẩm thực của họ.
Sau đầu những năm 1830, công thức nấu món ragù thường xuyên xuất hiện trong sách dạy nấu ăn của vùng Emilia-Romagna. Vào cuối thế kỷ 19, giá thịt chứng kiến việc sử dụng nước sốt thịt trên mì ống dành riêng cho lễ thánh quan thầy cùng các ngày Chủ Nhật, và chỉ trong số các tầng lớp giàu có hơn của nước Ý mới thống nhất.
Nghiên cứu độc lập của Kasper và De Vita chỉ ra rằng, trong khi ragù với mì ống đã trở nên phổ biến trong suốt thế kỷ 19, thì phần lớn nó chỉ được những người giàu có ăn. Tuy nhiên, những sự tiến bộ của công nghệ đi kèm với cuộc cách mạng công nghiệp vào cuối thế kỷ 19 đã khiến bột mì trở nên hợp túi tiền hơn đối với những người ít giàu có hơn. Việc các tầng lớp bình dân chấp nhận mì ống được mở rộng hơn nữa trong thời kỳ thịnh vượng kinh tế sau Chiến tranh thế giới thứ hai. Theo De Vita, trước Thế chiến II, 80% dân số nông thôn Ý ăn chế độ dựa trên thực vật; mì ống được dành riêng cho những ngày lễ đặc biệt và sau đó thường được phục vụ trong súp đậu.

## Biến thể
Ở miền Bắc Ý, ragù thường sử dụng thịt băm nhỏ hoặc xay, nấu với rau củ xào trong một hỗn hợp lỏng, theo truyền thống bao gồm cà chua thanh lý, nhưng cũng tồn tại trong các phiên bản không có cà chua được gọi là ragù in bianco (ragù trắng). Các loại thịt có thể bao gồm một hoặc nhiều loại thịt bò, thịt gà, thịt lợn, vịt, ngỗng, thịt cừu, thịt cừu, thịt bê hoặc thú săn, kể cả thịt nội tạng của chúng. Các chất lỏng có thể được nấu thành nước cốt hoặc nước dùng, nước, rượu, sữa, kem hoặc cà chua, thường kết hợp với nhau. Nếu bao gồm cả cà chua, chúng thường bị hạn chế so với thịt, khiến nó trở thành món thịt hầm hơn là nước sốt cà chua có thêm thịt.
Còn ở miền Nam Ý, ragù thường được chuẩn bị từ số lượng đáng kể lớn, toàn bộ phần thịt bò và thịt lợn được loại bỏ và có thể được phục vụ như một món ăn riêng biệt không có mì ống. Ví dụ về những món ăn này là ragù alla Napoletana (Neapolitan ragù) và carne al ragù.